# Tricypha ochrea
Tricypha ochrea är en fjärilsart som beskrevs av George Francis Hampson 1901. Tricypha ochrea ingår i släktet Tricypha och familjen björnspinnare. Inga underarter finns listade i Catalogue of Life.